# Kiemenschlauchwelse
Die Kiemenschlauchwelse (Heteropneustes (aus griechisch hetero „anders“, „abweichend“ und pneo „Atem“)) sind eine in Südasien (Pakistan, Indien, Sri Lanka, Birma, Thailand) verbreitete Gattung der Welsartigen (Siluriformes). Sie sind die einzige Gattung der Familie Heteropneustidae.

## Merkmale
Die Fische haben einen langgestreckten, seitlich zusammengedrückten Körper. Der Kopf ist stark abgeflacht, am Maul sitzen zwei Paar langer Barteln am Ober- und zwei Paar am Unterkiefer. Die Rückenflosse ist kurz, ohne Hartstrahl, die Afterflosse langgestreckt. Hinter den Kiemen beginnen zwei Luftschläuche (Name! - daher auch der alte wiss. Name Saccobranchus), die unter der Rückenmuskulatur bis zur Schwanzwurzel reichen, und es den Tieren ermöglichen, wie mit einer Lunge Luft zu atmen. Kiemenschlauchwelse werden 15 bis 30 Zentimeter lang. Sie ernähren sich räuberisch von Wirbellosen und kleineren Fischen. Sie legen ihre Eier in selbst gegrabene Gruben, beide Elternteile bewachen den Laich und die Jungfische.

## Systematik
Die Kiemenschlauchwelse werden hier nach Nelson 2006 in die monogenerische Familie Heteropneustidae gestellt. Sie sind die Schwestergruppe der Kiemensackwelse (Clariidae). Oft werden sie als Unterfamilie Heteropneustinae diesen zugerechnet oder zusammen mit den Clariidae zur Überfamilie Clarioidea zusammengefasst.

## Arten
Die Gattung Heteropneustes umfasst derzeit 5 Arten:
- Heteropneustes fossilis (Bloch, 1794)
- Heteropneustes kemratensis (Fowler, 1937)
- Heteropneustes longipectoralis Rema Devi & Raghunathan, 1999
- Heteropneustes microps (Günther, 1864)
- Heteropneustes nani Hossain et al., 2013

Bei Heteropneustes fossilis handelt es sich wahrscheinlich um drei sehr nah verwandte Arten mit unterschiedlichem Verbreitungsgebiet (in Nordostindien, Südwestindien und Südostasien (Allopatrische Artbildung)).